# RCS Verviétois
Der Royal Cercle Sportif Verviétois war ein belgischer Fußballverein aus Verviers, der mehrere Jahre in der höchsten Spielklasse antrat und einmal das Endspiel des Landespokals erreichte.

## Geschichte
Der Klub gründete sich 1896 als Verviers Football Club und gehörte zu den ersten offiziell beim belgischen Fußballverband, so dass er die Matrikelnummer 8 erhielt. Ab der Spielzeit 1900/01 nahm er am Spielbetrieb der Ersten Division teil. Dort platzierte die Mannschaft sich jedoch in der Folge am Tabellenende ihrer Staffel, so dass sie 1903 mit Stade Wallon de Verviers zum Cercle Sportif Verviétois fusionierte. Nach der Wiedereinführung einer eingleisigen Meisterschaft zur Spielzeit 1904/05 gelangen Mittelfeldplätze und mit dem vierten Platz in der Spielzeit 1905/06 das beste Ergebnis der Vereinsgeschichte. Im folgenden Jahr griff die 1905 eingeführte Abstiegsregelung für CS Verviétois, als Tabellenletzter stieg der Klub ab.
Als Vizemeister hinter dem FC Lüttich kehrte CS Verviétois 1912 in die Erstklassigkeit zurück, wo sich die Mannschaft bis zur Einstellung des Spielbetriebs aufgrund des Ersten Weltkriegs im Mittelfeld platzierte. Nach dem Wiederabstieg 1924 gelang dem Klub als Meister seiner Zweitligastaffel mit einem Punkt Vorsprung auf den Lierse SK der direkte Wiederaufstieg. Mit nur vier Saisonsiegen in der Spielzeit 1925/26 belegte die Mannschaft jedoch erneut einen Abstiegsplatz. Parallel wurde dem Klub das Attribut „Royal“ im offiziellen Vereinsnamen verliehen.
Nach dem Abstieg aus der Zweiten Division am Ende der Spielzeit 1929/30 spielte der RCS Verviétois bis zum Wiederaufstieg zwei Jahre später nur noch drittklassig. In der Spielzeit 1935/36 gelangen nur vier Saisonsiege, erneut verabschiedete sich der Klub von der zweiten Spielklasse.
Mit dem Wiederaufstieg in die Zweite Division zur Spielzeit 1952/53 wurde nochmals eine Hochphase beim RCS Verviétois eingeleitet, die nach anfänglichen Jahren im Abstiegskampf mit zum Gewinn der Zweitligameisterschaft vor dem punktgleichen Konkurrenten ROC Charleroi und der damit verbundenen Erstligarückkehr am Ende der Spielzeit 1955/56 führte. Parallel erreichte die Mannschaft im Pokalwettbewerb 1955/56 das Endspiel, das gegen den RRC Tournai mit 1:2 verloren ging. Zunächst erreichte die Mannschaft in der ersten Liga Mittelfeldplätze, ehe sie sich im Abstiegskampf wiederfand. Am Ende der Spielzeit 1960/61 stieg sie gemeinsam mit Liganeuling Patro Eisden wieder ab.
In der Zweiten Division platzierte sich RCS Verviétois nach dem Abstieg vornehmlich in der zweiten Tabellenhälfte und stieg am Ende der Spielzeit 1971/72 als abgeschlagenes Schlusslicht in die Drittklassigkeit ab. Bis zum Ende des Jahrzehnts rutschte der Klub in den regionalen Amateurbereich ab. In den 1990er Jahren spielte er wieder in der drittklassigen 1. Division Amateure. Nach einer Fusion mit Royal Dison Sport hieß der Klub zeitweise Royal Entente Dison-Verviers, ehe er später wieder zu RCS Verviétois zurückkehrte. Nach finanziellen Problemen löste sich der Klub 2015 auf, die Jugendabteilung wurde in einen neuen Klub namens Cercle Sportif Jeunesse Verviétoise überführt.